# عمارة إدواردية

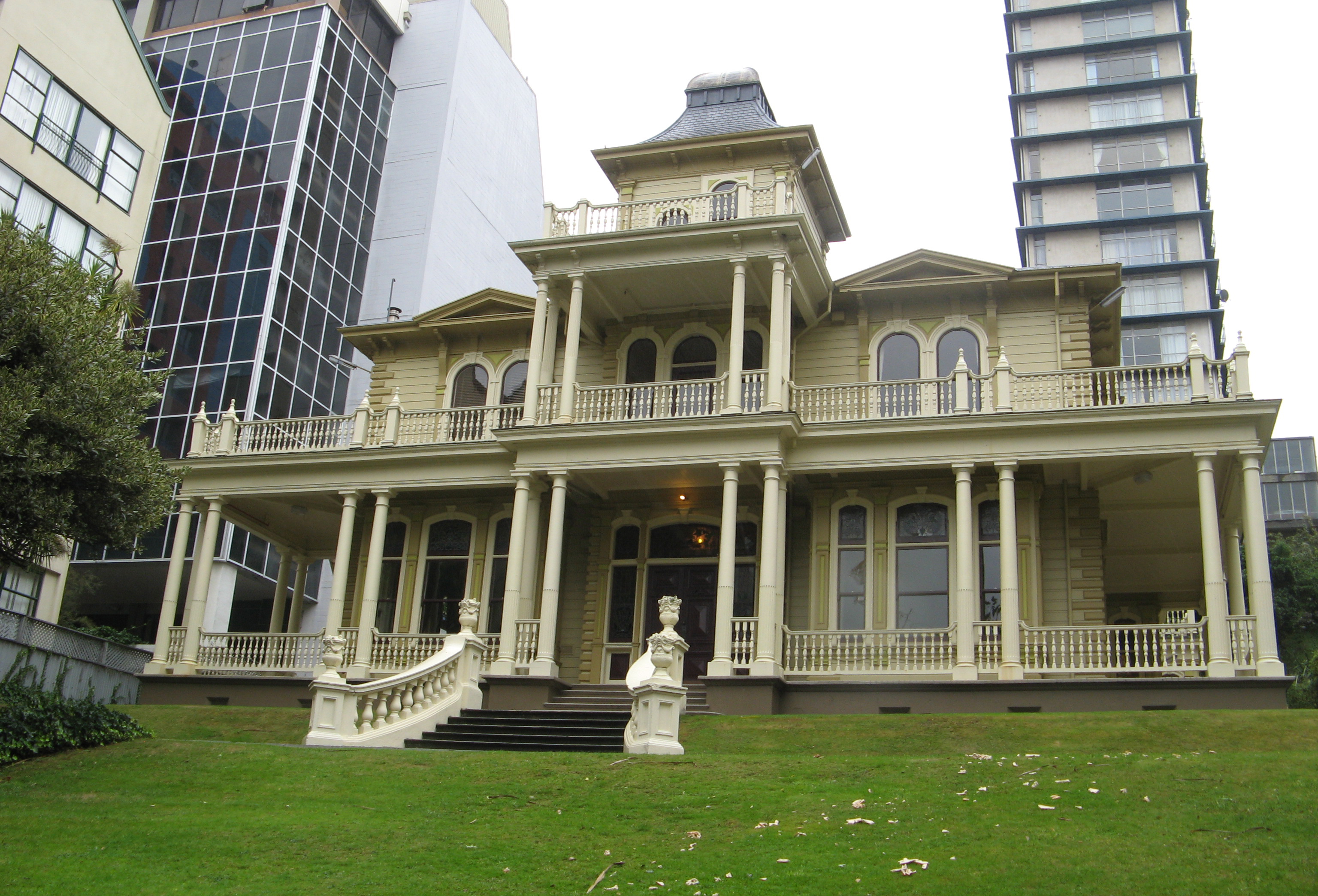
بيت في ويلينغتون، نيوزيلندا. وهو نموذج عن العمارة الإدواردية.

عمارة إدواردية (بالإنجليزية: Edwardian architecture) هو طراز معماري شعبي ظهر في المملكة المتحدة ودول أخرى خلال فترة حكم الملك إدوارد السابع ملك المملكة المتحدة تقريبا، أي 1901-1914.
تُعتبر العمارة الإدواردية عموما أقل زخرفة من العمارة الفيكتورية، بصرف النظر عن إنها كانت أحيانا طرازا للمباني الرئيسية المعروفة باسم العمارة الباروكية الإدواردية.